# Тінь життя
«Тінь життя» (англ. Shadow of Life) — коротка науково-фантастична повість Кліффорда Сімака, вперше опублікована журналом «Astounding Science Fiction» в березні 1943 року.

## Сюжет
Люди добрались до Марса і знайшли там залишки марсіанської цивілізації, а саме: будівлі та привида Елмера, але ніяких записів чи бібліотек.
Привид Елмер — згусток пам'яті поколінь марсіан, тінь їхнього життя, отримав від землян дипломатичний статус і помічника робота Бастера. Він мешкав в розвалинах міста, де працювали археологи та проходили туристичні екскурсії.
Археолог Стівен Летроп був викрадений з Марса і провів 20 років на космічному кораблі. Невідомий інопланетянин відвіз його у віддалену частину галактики, щоб показати расу абсолютного зла та переконати, що єдиним способом вижити для людства буде сховатись від них.
На аргументи Летропа, що тепер людство попереджене і має час на розробку плану спротиву, постійно відповідав, що була інша раса, яка вже обдумала цю проблему і вказала на це єдине рішення.
На думку інопланетянина, Летроп повинен стати одним з проповідників і пророкувати прихід вселенського зла і спасіння втечею. І коли людство схилиться до цього способу, інопланетянин розкаже спосіб втечі.
Коли Летроп дізнався, що космічний корабель, використовуючи четвертий вимір, може миттєво повернути його на Марс, він напав і вбив інопланетянина.
Корабель приземлився біля міста Елмера і після того як він покинув його, почав зменшуватись поки не пропав з виду.
Археолог Чарльз Картер, колега Летропа, за ці 20 років встиг завершити дослідження і прийти до висновку, що марсіани не вимерли, а перебрались на нове місце і вжили всіх заходів для його утаємничення.
Картер тільки чекав на свого помічника Альфа, щоб спакувати свої знахідки і покинути Марс. Але Альф, який почув від Бастера про старовинний марсіанський «фіолетовий глечик» і пішов його шукати, був арештований за вторгнення у володіння Елмера. А Бастер, відволікши науковця, вкрав його наукову роботу. Картер пішов розбиратись з Елмером.
Летропа в місті почав переслідувати Бастер і йому довелось переховуватись. Летроп припустив, що Елмер брав участь у його викраденні і інопланетянин, напевно, був представником марсіанської раси.
Тим часом Елмера відвідував художник з Землі Пітер Харпер, якого зацікавила марсіанська картина «Спостерігачі».
Елмера, який міг читати думки людей, турбувало, що у цієї людини думки не збігались із його словами. Харпер завів мову, що Елмер міг би поділитись з людьми знаннями про четвертий вимір, щоб мати можливість оперувати без втручання чи здійснювати далекі космічні подорожі.
Бастер під примусом застосування зброї розповів Летропу, що марсіани, зменшились до суб-атомних розмірів, компенсуючи це розростанням в четвертому вимірі. І на правах старшого брата, намагаються врятувати людей від вселенського зла подібним чином. Це вони влаштовують вилазки для викрадання людей, щоб перетворювати їх на пророків свого шляху порятунку.
Заговорюючи зуби Летропу, Бастер спробувах схопити його, але той вистрілив у нього з марсіанської зброї і Бастер зменшився до іграшкового розміру.
В коридорі Летроп наткнувся на Харпера і зауважив, що той поводиться дивно.
Зібравши Летропа та Картера разом Елмер мав намір стерти їм пам'ять, щоб місцезнаходження марсіан через людей не стало відомо вселенському злу, як в сусідній кімнаті почулись звуки боротьби.
Там на Альфа насувався Харпер, а за відсунутою картиною «Спостерігачі» була відкрита ніша.
Летроп вистрілив в Харпера, той перетворився на когтисту потвору і здох.
У відкритій ніші був «фіолетовий глечик». Елмер розказав, що він є контейнером для нової домівки марсіанської раси.
З глечика вилетів космічний човник і почав збільшуватись. З нього вийшов марсіанин, який проігнорувавши людей почав вимагати від Елмера виконати свій обов'язок і вбити їх.
Елмер відмовився, а люди почали насміхатись з марсіанина і з марсіанської непохитної впевненості у своєму способі «боротьби» з вселенським злом.
Оскільки сховавшись у трьох вимірах, вони стали більш замітними в четвертому, не знаючи про це.
Оскаженілий марсіанин вихопив глечик і відлетів на зменшеному кораблі, вважаючи, що так надійніше сховає марсіан від усіх.
Летроп зауважив, що потвори мають відчуття в четвертому вимірі, тому марсіанська зброя при зменшенні вбила її. А отже марсіани пропустили цей варіант боротьби з ними.
Тепер людям потрібно покращити свої знання про четвертий вимір, щоб знайти глечик і врятувати марсіан від потвор.
Елмер обіцяв допомогти.